# Miyako Tanaka
Miyako Tanaka, född den 20 februari 1967, är en japansk konstsimmare.
Hon tog OS-brons i duett i konstsim i samband med de olympiska konstsimstävlingarna 1988 i Seoul.